# Minamoto no Masanobu
Minamoto no Masanobu (源雅信, [[[920]]-993] Erro: {{japonês}}: texto da transliteração contém caractere não latino (pos 15) (ajuda)), terceiro filho do Príncipe Atsumi (filho do Imperador Uda ), um Kugyō (nobre) do período Heian da história do Japão. Sua mãe era filha de Fujiwara no Tokihira. Masanobu se tornou Sadaijin em 978 durante o reinado do Imperador En'yu. 
Sua filha Rinshi era casada com Fujiwara no Michinaga, quando Michinaga ainda tinha uma posição muito inferior. No começo, ele não aprovou o casamento de sua filha por causa da posição da Michinaga, mas sua esposa Bokushi (穆子) o fez aceitar o casamento. Finalmente Michinaga tornou Sesshō (regente) do Imperador Go-Ichijo e fez as pazes com Masanobu indo morar na casa deste, o Palácio Tsuchimikado.
Masanobu é o ancestral da Uda Genji (宇多源氏).

| Precedido por Fujiwara no Yoritada | 30º Sadaijin 978 - 993 | Sucedido por Minamoto no ??     |
| Precedido por Fujiwara no Yoritada | 51º Udaijin 977 - 978  | Sucedido por Fujiwara no Kaneie |
| Precedido por —                    | Dainagon 975 - 977     | Sucedido por —                  |